# Merbromina

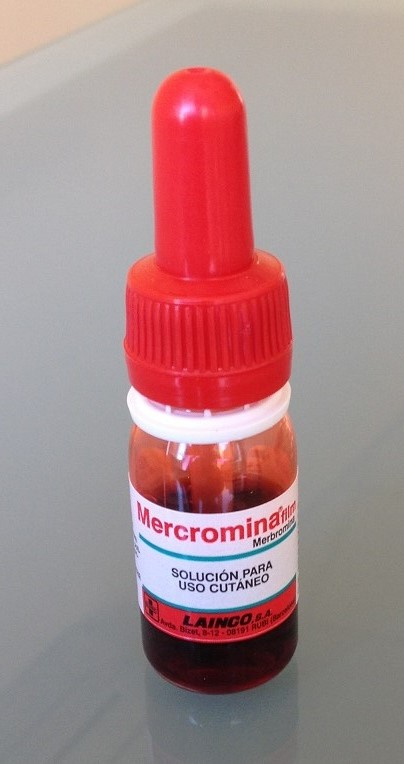
Mercromina Film: Solución de Merbromina al 2%

La merbromina o mercurocromo es un compuesto organomercurial de color verde en estado sólido, cuya fórmula molecular es C20H8Br2HgNa2O6. Su denominación química es dibromohidroximercurifluorosceina sal disódica (IUPAC).
Es fácilmente soluble en agua, dando una solución rojo carmín. Soluciones muy diluidas (1:2000) poseen una fluorescencia amarillo-verdosa. El pH de una solución al 0,5% es 8,8. Un gramo se disuelve en 50 gramos de alcohol del 94%, y en 8,1 gramos de metanol. Es prácticamente insoluble en alcohol, acetona, cloroformo y éter.
Está relacionada químicamente con la fluoresceína y con la eosina Y (C20H8Br4O5, tetrabromoﬂuoresceína). En su estructura posee un solo átomo de mercurio fuertemente ligado mediante enlace covalente a un anillo bencénico y a un grupo hidroxilo, siendo una sustancia muy estable.

## Historia
Las propiedades antisépticas de la merbromina fueron descubiertas por Hugh H. Young en 1918, mientras trabajaba en el Johns Hopkins Hospital.
Sigue siendo un antiséptico importante, particularmente en países en desarrollo, debido a su bajo coste de adquisición.

## Síntesis
Se sintetiza tratando dibromofluoresceina con acetato mercúrico e hidróxido sódico o alternativamente, por acción de acetato mercúrico sobre dibromofluoresceina sódica. Por su carácter aniónico, es químicamente incompatible con ácidos, la mayoría de sales alcaloides y la mayor parte de anestésicos locales.

## Aplicaciones
Es utilizado en Medicina como antiséptico de uso tópico en pequeñas heridas superficiales, quemaduras, grietas y rozaduras. También se utiliza en la antisepsia del cordón umbilical y en la antisepsia de heridas de difícil cicatrización, como en úlceras neuropáticas y heridas del pie diabético.
A diferencia de otros antisépticos como la tintura de yodo o el merthiolate no es proclive a causar ardor ni escozor en las heridas.

## Medicamentos que contienen merbromina en España
El primer medicamento registrado en España con merbromina fue Mercromina® en 1935, siendo su titular y fabricante Lainco S.A.
En España los siguientes medicamentos tienen merbromina como principio activo:
- ARGENTOCROMO Sol.
- CROMERCONGO Sol.
- LOGACROM Sol. 2%
- MERBROMINA SERRA Sol. 20 mg/ml
- MERCROMINA FILM LAINCO Sol. 2%
- MERCROMINA MINI Sol. 2%
- MERCURIN LIQUIDO Sol. 2%
- MERCUROCROMO ARAFARMA Sol. 2%
- MERCUROCROMO MAXFARMA Sol. 2%
- MERCUROCROMO PEREZ GIMENEZ Sol. 2%
- MERCUROCROMO PQS Sol. 2,5%
- MERCUROCROMO VIVIAR Sol. 2%
- MERCUTINA BROTA Sol. 2%
- TIRITAS AL MERCUROCROMO Apósito

## Utilización en otros países
En el año 1997 la FDA reclasificó a la merbromina de "generalmente reconocida como segura" a "no probada", deteniendo en forma efectiva su distribución dentro del territorio de los Estados Unidos, basándose en la ausencia de interés por parte de las compañías farmacéuticas en proporcionar nuevos estudios o información soporte actualizada, debido a los elevados costes de dichos estudios en comparación con los ingresos. La FDA retiró el permiso al mercurocromo debido a que contiene mercurio.  Las ventas fueron detenidas subsecuentemente en Brasil (2001), Alemania (2003), y Francia (2006).  Aunque se encuentra aún disponible en la mayoría de los países.[cita requerida]. En ningún caso se debió a que el producto fuera tóxico o de riesgo para el paciente, En Alemania fue retirado del mercado y sustituido con una presentación y nombres muy parecidos pero hechos a base de yodo.